# Crowd surfing

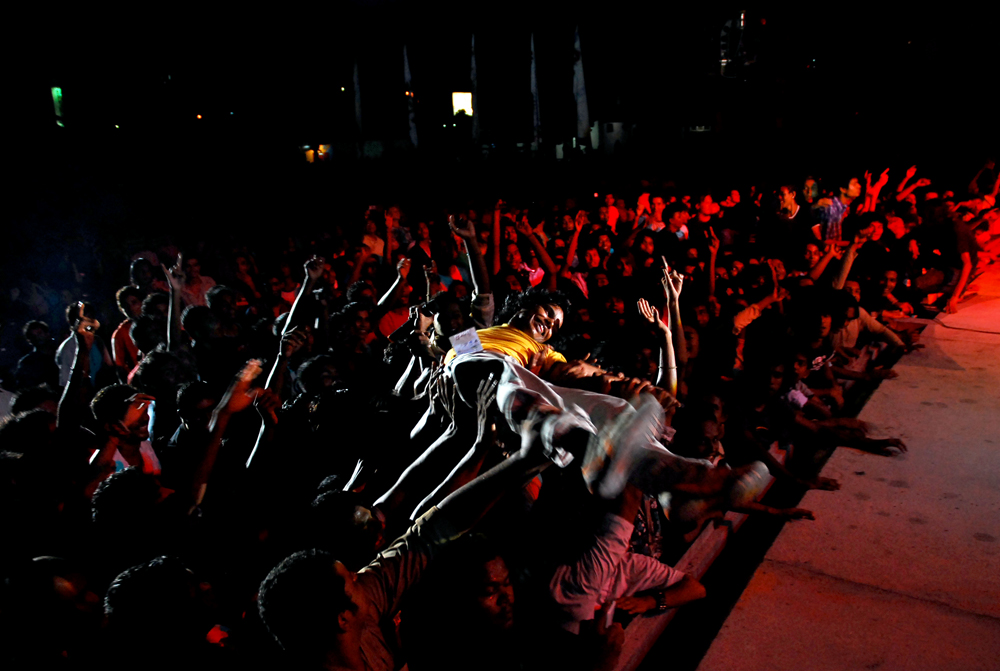
Un vocalista haciendo crowd surfing en el Carnaval Alimas, Maldivas. Mayo 2007.

Crowd surfing, en español llevar en volandas 'también conocido como body surfing, es el proceso por el que una persona pasa elevada de persona a persona (a menudo durante un concierto, una procesión o alguna celebración religiosa ), transfiriendo la persona de parte del lugar a otra. El "crowd surfer" es pasado por encima de las cabezas de la gente, que aguanta el peso de la persona con sus manos.
En la mayoría de los conciertos y festivales y acontecimientos religiosos el crowd surfer será pasado hacia la parte delantera  por la multitud, donde serán reincorporados por los auxiliares de seguridad. Entonces serán devueltos a un lado o incluso expulsados del lugar, dependiendo de la política aplicada.
El crowd surfing generalmente ocurre solo hacia el frente de una audiencia lo suficientemente densa como para sujetar el cuerpo de una persona. Es más popular en los conciertos de metal, punk, rock, rave e indies y en los traslados de imágenes religiosas católicas. 
Para conseguir subir por encima de las cabezas de la audiencia, una persona puede servirse de un impulso, en el que la persona escoge a otra para que la lance por encima de las cabezas de las personas,
.

## Orígenes

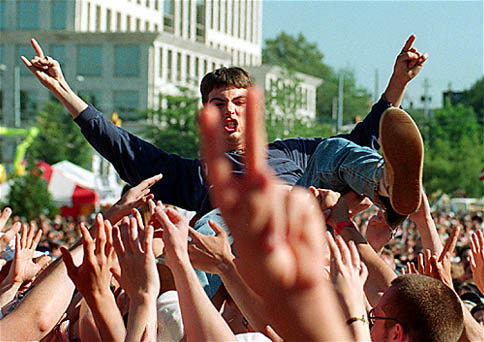
Crowdsurfer en Music Midtown festival, Atlanta, 1997

En los traslados de imágenes católicas es de tiempos ancestrales. Se dice que en actuaciones musicales Iggy Pop pudo haber inventado el crowd surfing en la edición de 1970 del Festival Veraniego de Pop de Cincinnati (Midsummer Rock Festival). Bruce Springsteen aparece en el primer vídeo documentado de crowd surfing en su concierto de 1980 en la Universidad Estatal de Arizona en Tempe, Arizona, durante su interpretación de "Tenth Avenue Freeze-out". Se dice que, a principios de 1980, Peter Gabriel hizo crowd surfing durante interpretaciones de "Games without frontiers", descendiendo al estilo "crucifijo” y siendo pasado por la audiencia. Durante una gira más adelante, en 1982, Gabriel también hizo crowd surfing durante interpretaciones de "Lay your hands on me". La portada trasera de su álbum de 1983 "Plays live", grabado durante la gira de 1982 de Gabriel, incluye una fotografía de él haciendo crowd surfing, a pesar de que la imagen ha sido rotada 90 grados para que parezca que Gabriel está de pie.
"Iggy Pop había saltado sobre el público antes que yo, " explicó Gabriel a Mark Blake, "pero no había hecho lo de apoyarse en sus  manos y ser llevado por él. Tuve la idea a partir de un juego que hiciste con un grupo de terapia en el que tuviste que caer atrás y confiar en la persona de detrás para cogerte. Siempre estuve interesado en estrechar el hueco entre el intérprete y la audiencia. En un espectáculo al aire libre en Chicago fui pasado y devuelto al escenario sin ropa a excepción de mis calzoncillos. Había un riesgo al hacerlo, y parte de mí rezaba por volver al escenario de una pieza."
El primer vídeo oficial en el que Gabriel hacía crowd surfing era POV, un vídeo en directo lanzado en 1990 y producido por Martin Scorsese. Cuando Billy Joel hizo crowd surfing en un concierto durante su gira de 1987 en la Unión Soviética, su compañero Kevin Dukes lo describió como el "Peter Gabriel flop".

## Peligros

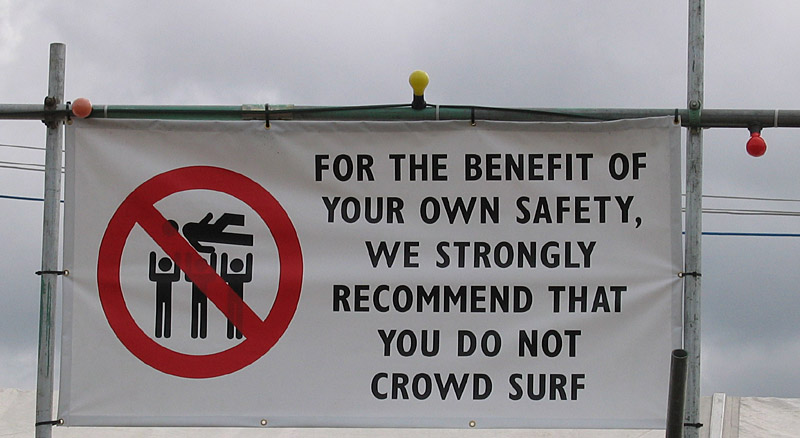
Señal en el Reading Festival de 2004

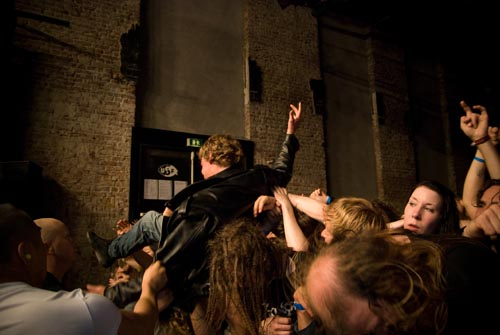
Multitud surfing en Agujero En El Cielo, Bergen Metal Fest. 2007.

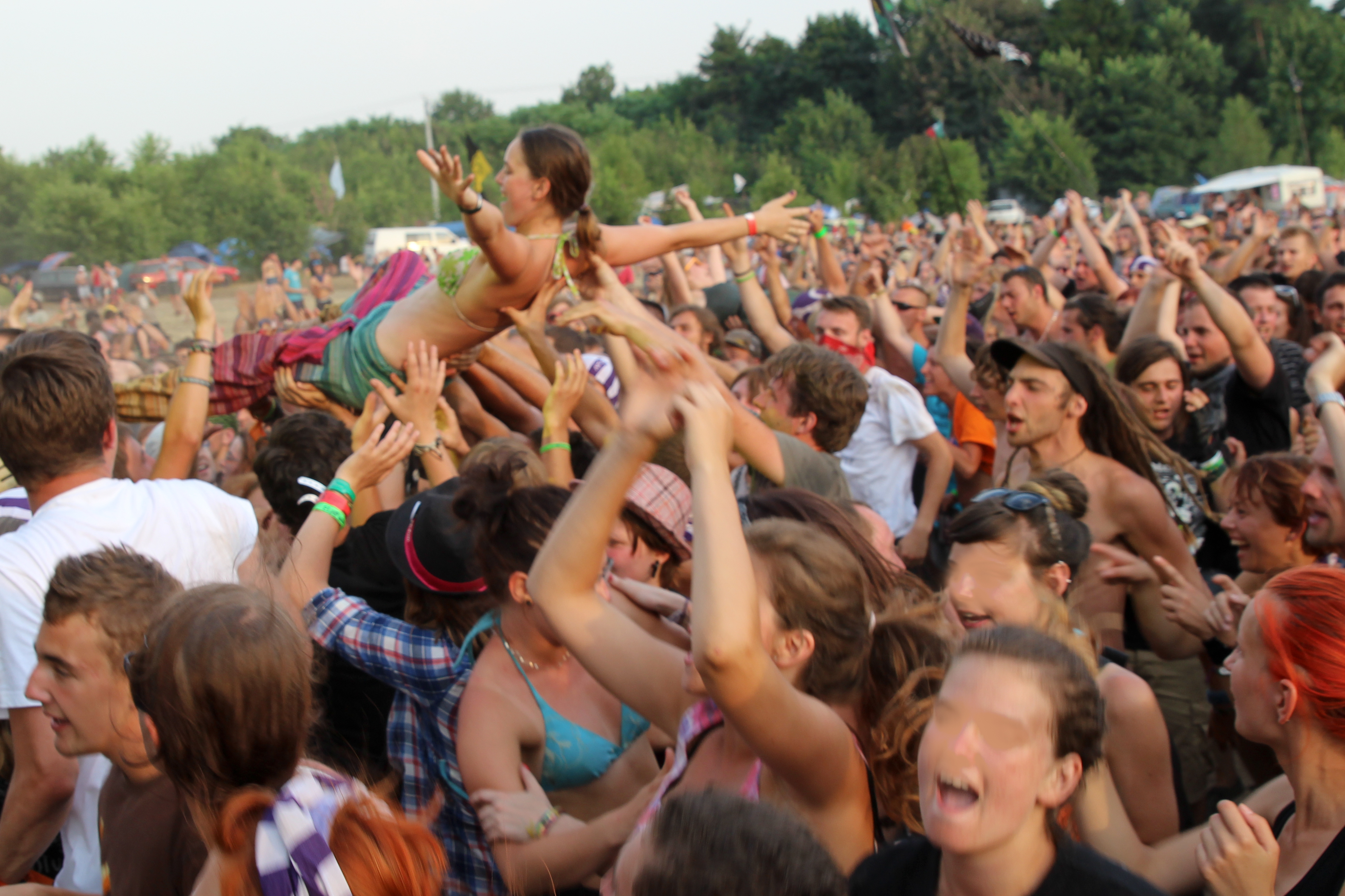
Crowd surfing durante el Woodstock Festival de Polonia 2013

El crowd surfing es ilegal en algunos países y los espectadores pueden, en teoría, ser expulsados del local por tomar parte en el acto. Esto está normalmente escrito en la entrada del concierto o ticket de festival.
Los que apoyan el crowd surfing alegan que, mientras se permanezca en el mosh pit, los asistentes al concierto tendrían que esperar tales comportamientos como parte de un concierto de rock y pueden evitarlo fácilmente colocándose a un lado o al fondo del lugar. También dicen que las heridas graves causadas por el crowd surfing son extremadamente raras. Es cierto que la mayoría de daños que ocasionan son suaves moretones, pero estos también resultan de mosh pits sin crowd surfing. Los seguidores también argumentan que la mayoría de "crowd surfers" son considerados y llevan zapatos blandos, como deportivas, y se abstendrán de llevar chaquetas para minimizar daños. De la misma forma, es ética común del mosh pit coger a cualquiera que caiga.
En acontecimientos más grandes, como festivales, el crowd surfing puede ser utilizado como un medio de transportar a individuos fuera de la multitud. De vez en cuando, algún individuo pueden desear dejar el acontecimiento debido a cualquier razón, pero puede haber demasiadas personas trayendo a otras. Por tanto, algunas personas usarán el crowd surfing como medio para salir. Puede ser de ayuda para que participantes heridos o enfermos encuentren ayuda médica deprisa. Gracias al crowd surfing, una persona que pierda la consciencia en un gran festival de verano al aire libre con altas temperaturas puede llegar a ayuda médica en menos de un minuto al ser pasado así a seguridad. Aquellos frente al escenario son a menudo inconscientes de los "crowd surfers" que se dirigen hacia ellos, y no es raro para miembros de la audiencia ser golpeados así en la parte de atrás de la cabeza. Quienes se oponen al crowd surfing niegan estas afirmaciones, reclamando que es inapropiado para crowd surfers, stagedivers y moshers dominar el área más atractiva de la audiencia (directamente delante del escenario), con la amenaza de violencia (accidental) que fuerza a las personas que no quieren resultar heridos a estar al fondo o a los lados, ubicaciones mucho menos ubicaciones atractivas. Los que se oponen argumentan que todos los espectadores pagan el mismo precio por la entrada y tienen derecho a experimentar el concierto sin correr el riesgo de ser golpeados en la cara o aplastados por crowd surfers.
Los crowd surfers, además, corren el riesgo de que les sean robados elementos personales, como carteras o teléfonos celulares, y de que sus zapatos o ropa les sean arrebatados y arrojados a ubicaciones poco convenientes. Esto es conocido como "mosh-lobbing", normalmente hecho por miembros de la audiencia o incluso intérpretes que se oponen al crowd surfing.
En diciembre de 2004, cuando los Beastie Boys actuaron en el Manchester Arena en Mánchester, Inglaterra, Ad Rock detuvo una canción a la mitad para advertir al público de que dejase de hacer crowd surfing cuando alguien resultó herido, siguiendo al desánimo con un "esa mierda es tan vieja" y diciéndoles que "reservasen aquella mierda para los MTV Video Music Awards".

## Eventos de crowd surfing
El récord mundial del número más alto de crowd surfers (grabados) en una actuación lo tiene una banda de géneros mixtos durante su actuación en el Reading Festival de 2009. Enter Shikari proporcionó la música y los ánimos para este acontecimiento mientras seguridad cogía y redirigía, sin incidentes, a la multitud fuera por una puerta lateral de vuelta al público. Para el récord mundial, el crowd surfer debía "surfear" por encima de la barrera para ser clasificado como entrada válida.
El crowd surfing se extendió por primera vez a la escena de música clásica cuando en junio de 2014, en el Bristol Proms, un miembro de la audiencia fue expulsado por otros miembros de la misma durante una interpretación de El Mesías de Haendel después de que llevase la invitación del director a "aplaudir y dar alaridos al ritmo de la música" un paso demasiado lejos al intentar hacer crowd surfing.